# ストレンジ・フィーリング アリスのエッチな青春白書
『ストレンジ・フィーリング アリスのエッチな青春白書』（原題:Yes, God, Yes）は2019年に公開されたアメリカ合衆国のドラマ映画である。監督はカレン・メイン、主演はナタリア・ダイアーが務めた。本作は2017年に公開された短編映画『Yes, God, Yes』を長編映画化した作品であり、メインの長編映画監督デビュー作でもある。

## ストーリー
2000年秋、アメリカ合衆国の中西部。アリスはカトリック系の高校に通っていた。同校には極めて厳格かつ保守的な雰囲気が漂っており、神父（マーフィ）が倫理の授業で「婚姻関係にある異性が生殖を目的として行う場合を除き、全ての性行為は神に背くものです。神に背いた者は未来永劫罰せられるでしょう」などと主張するほどであった。アリスは性に関心を持ってしまう自分に嫌悪感を抱きながらも、性的なものへの関心・欲求が日に日に高まっていくのを感じていた。
そんなある日、学校内をある噂が駆け巡った。それは「アリスが週末のパーティーでクラスメート（ウェイド）のサラダを投げた」という根も葉もない噂であった。友人にからかわれたアリスは噂を否定したが、「サラダを投げる」が何を意味する語句なのか分からずにいた。その噂は教員の一人（ヴェダ）の耳にも入り、アリスはミサへの参加を禁じられた。そして、アリスはマーフィ神父に対して淫らな自分を懺悔させられる羽目になったが、性への関心はそれでもなお収まることはなかった。
アリスは親友のローラと一緒に学校主催の修養会に参加することにした。アリスのグループのリーダーを務めるのは、上回生のクリスであった。クリスは気さくな人柄であり、アリスは彼とすぐに打ち解けることができた。その日の夜、アリスが携帯電話―本来、修養会には持ち込み禁止のものである―をいじっているとき、突然電話がかかってきた。偶然にも、アリスは携帯のバイブレーションで性的快楽を得られることに気がついたが、部屋に飾っている十字架が目に入ったため、それ以上の快楽を追求するのをやめた。
次の日、アリスは上回生のニーナに携帯を持ち込んでいたことを知られてしまい、マーフィ神父から罰として付近を清掃するよう命じられた。周囲に誰もいないのを確認した後、アリスはマーフィ神父のパソコンを使って「サラダを投げる」の意味を調べようとしたが、検索結果が表示される前に足音が聞こえてきたため、慌ててパソコンをシャットダウンした。その後、アリスはニーナから噂の真偽について尋ねられ、「イエス様の前でさえ噂に悩まされなければならないのか」と肩をすくめた。
修養日3日目、アリスは決定的な体験をすることになった。性的欲求を抱えていたのは何も彼女だけではなかったのである。

## キャスト
- アリス：ナタリア・ダイアー
- マーフィ神父：ティモシー・シモンズ
- クリス：ウォルフガング・ノヴォグラッツ
- ローラ：フランチェスカ・リール
- アダム：ジョン・ヘンリー・ウォード
- ジーナ：スーザン・ブラックウェル
- ヘザー：アリソン・シュラム
- ウェイド：パーカー・ヴィアリング
- ニーナ：アリーシャ・ボー
- ミセス・ヴェダ：ドナ・リン・チャンプリン
- 父親：マット・ルイス

## 製作
2018年3月13日、本作の主要キャストが発表された。10月2日、イアン・フルトクィストが本作で使用される楽曲を手がけるとの報道があった。

## 公開・マーケティング
2019年3月8日、本作はサウス・バイ・サウスウェストでプレミア上映された。9月25日、ヴァーティカル・エンターテインメントが本作の全米配給権を獲得したと報じられた。2020年6月30日、本作のオフィシャル・トレイラーが公開された。

## 評価
本作は批評家から高く評価されている。映画批評集積サイトのRotten Tomatoesには118件のレビューがあり、批評家支持率は93%、平均点は10点満点で7.2点となっている。サイト側による批評家の見解の要約は「ナタリア・ダイアーのチャーミングな演技とカレン・メイン監督による繊細な演出のお陰で、『ストレンジ・フィーリング』は思わず「Yes, God, Yes」と口にしたくなるほど面白い作品に仕上がっている」となっている。また、Metacriticには22件のレビューがあり、加重平均値は71/100となっている。